# 黎橂
黎橂（越南语：／，1848年—？年），原名黎永橂（越南语：／），維新元年（1907年）避維新帝諱改今名，越南阮朝官員。

## 生平
黎橂是河內省應和府青威縣大定總興教社（今屬河內市青威縣三興社興教村）人，嗣德元年（1848年）出生。成泰三年（1891年），黎橂參加河南場鄉試，考中舉人。次年（1892年），會試中格，庭試考中進士。後任興化督學、河東督學。